# Aartsbisdom Tunja
Het aartsbisdom Tunja (Latijn: Archidioecesis Tunquensis) is een rooms-katholiek aartsbisdom met als zetel Tunja, in Colombia. De aartsbisschop van Tunja is metropoliet van de kerkprovincie Tunja, waartoe ook de volgende suffragane bisdommen behoren:
- Chiquinquirá
- Duitama-Sogamoso
- Garagoa
- Yopal

## Geschiedenis
Het aartsbisdom werd opgericht op 29 juli 1880, als het bisdom Tunja, uit delen van het aartsbisdom Santafé en Nueva Granada (Bogota), en was suffragaan aan het aartsbisdom Santafé en Nueva Granada. Op 20 juni 1964 werd het verheven tot metropolitaan aartsbisdom. 

## Parochies
Het aartsbisdom had in 2020 een oppervlakte van 3.379 km2 en telde 309.900 inwoners waarvan 85,8% rooms-katholiek was.

## Ordinarii

### Bisschoppen
- Severo Garcia (18 november 1881 - 19 april 1886)
  - Juan Nepomuceno Rueda Rueda (hulpbisschop: 3 juli 1882 - 30 januari 1892)
- José Benigo Perilla y Martínez (17 maart 1887 - 13 maart 1903)
- Eduardo Maldonado Calvo (25 juli 1905 - 31 maart 1932)
- Crisanto Luque y Sánchez (9 september 1932 - 14 juli 1950; hulpbisschop sinds 16 januari 1931)

### Aartsbisschoppen
- Ángel María Ocampo Berrio (6 december 1950 - 20 februari 1970)
  - Juan Eliseo Mojica Oliveros (hulpbisschop: 20 februari 1967 - 4 juni 1970)
- Augusto Trujillo Arango (20 februari 1970 - 2 februari 1998)
- Luis Augusto Castro Quiroga (2 februari 1998 - 11 februari 2020)
- Gabriel Ángel Villa Vahos (11 februari 2020 - heden)

## Galerij van afbeeldingen

Wapen van het aartsbisdom Tunja

Tunja (aartsbisdom) · Chiquinquirá · Duitama-Sogamoso · Garagoa · Yopal